# かち上げ (相撲)
かち上げ（かちあげ、搗ち上げ）とは、相撲の取組などにおいて用いられる技術であり、主に前腕をカギの手に曲げ、胸に構えた体勢から相手の胸にめがけて、腕をぶつけ、相撲用語でいう「ぶちかまし」を行うなどの形を取る。プロレスなど肘打ちが認められる他の格闘技やアメリカンフットボールなど格闘技以外のコンタクトスポーツなどでも同様の技術が見られる。なお「かつ（搗つ）」には「臼で（米などを）つく」の意味がある。

## 概要
相撲では、基本的に「突き押し」の相撲をとるのか、まわしを取る「四つ相撲」を取るのかが、その力士の基本的な形ということとなる。むろん、両方の形が可能な万能力士も居るが、多くは「突き押し」か「四つ相撲」かを、選んで稽古することが一般である。その「突き押し」相撲の中で、強力な技がかち上げである。
かち上げは相手の体を起こすことや相手をぐらつかせること、相手を後退させることや相手の肩に当たることで差し手を取る隙を作るなどの目的で使用され、本質的に突き押しの技術である。突き押し（特にぶちかまし）に適性のある力士がこれを得意とする場合が多い。横綱では北の湖、朝青龍が得意としていた。朝青龍の場合は相手を失神させる目的で使うことがままあったため、本質から外れた用途であるという意味で、批判を浴びる機会が多かった。大関では雅山が若手時代に右肩の瘤を活かして多用していたものの、右肩の遊離軟骨を除去したことをきっかけに、瘤が消えて使うことが無くなっていった。高見盛は学生時代にかち上げを得意としていたが、大相撲入門直後に兄弟子から取り口の修正を求められたことで、大相撲では結局使わず仕舞いであった。
近年は白鵬や千代大龍といった使用者がおり、特に千代大龍は立合いのかち上げで相手を大きくぐらつかせることで、即座に引き技を打って相手を落とすことが多い。2014年5月場所14日目のどすこいFMの解説では、大砂嵐がかち上げで遠藤を倒した一番が話題になり、岩木山も現役時代に朝青龍が琴欧洲をかち上げで仕留めた一番を支度部屋で本人から自慢されたことを明かした。
近年の相撲雑誌では、かち上げについて「顎や喉を狙う」とある媒体が見られる。
2021年7月場所千秋楽結びの一番の白鵬-照ノ富士戦で白鵬が激しいかち上げを放って白星を収めた際は、この取組があった2021年7月18日におけるTwitterに「エルボー」「かち上げ」がトレンド入りする事態となった。